# Mametz, Somme
Mametz är en kommun i departementet Somme i regionen Hauts-de-France i norra Frankrike. Kommunen ligger i kantonen Albert som tillhör arrondissementet Péronne. År 2018 hade Mametz 183 invånare.

## Befolkningsutveckling
Antalet invånare i kommunen Mametz
| Referens: INSEE |